# ヨコシマクロダイ属
ヨコシマクロダイ属 (学名：Monotaxis) は、フエフキダイ科の下位分類群の1つ。インド洋と西太平洋に分布する。

## 分類と名称
1830年にトーマス・ラッフルズの回顧録の中でスマトラ島産の Monotaxis indica と同時に属として記載された。その文章の正確な著者は不明だが、おそらくエドワード・ターナー・ベネットとされている。ヨコシマクロダイ亜科に分類されることもあるが、『Fishes of the World』第5版ではフエフキダイ科に亜科を認めていない。従来スズキ目に分類されていたが、『Fishes of the World』第5版では、タイ目に分類されている。属名は「Mono (単一)」と「taxis (一連)」の合成語で、一連の臼歯のような歯に由来する。

## 下位分類
2種が分類される。
- Monotaxis grandoculis (Forsskål, 1775) ヨコシマクロダイ (Humpnose big-eye bream)
- Monotaxis heterodon (Bleeker, 1854) カグツチヨコシマクロダイ (Redfin bream)

## 分布と生息地
紅海から南アフリカ共和国までの東アフリカ、東はハワイ諸島、南はオーストラリア、北は日本まで、インド太平洋に広く分布する。水深3 - 150 mのサンゴ礁付近の砂地や礫地に生息する。

## 形態
背鰭は10棘と10軟条から、臀鰭は3棘と9軟条から成り、胸鰭は14条から成る。頬には横方向に並んだ鱗があり、胸鰭基部には鱗が密にある。顎の側面には丸くて平らな臼歯のような歯があり、上顎骨にはその外面に沿って水平な鋸歯状の隆起がある。